# Sabrina (1954)
Sabrina is een film uit 1954 onder regie van Billy Wilder met in de hoofdrollen Audrey Hepburn, William Holden en Humphrey Bogart.
De film is gebaseerd op het toneelstuk Sabrina Fair van Samuel A. Taylor. De film zou oorspronkelijk ook Sabrina Fair heten. Dit werd veranderd, opdat het publiek niet zou denken dat de film een link had met de Vanity Fair.
De film was een succes in de bioscopen en behaalde een totaal omzet van 10 miljoen dollar. Ondanks een groot aantal Oscarnominaties verzilverde de film alleen de Oscar voor Beste kostuums. Ontwerpster Edith Head kreeg deze Oscar, maar eigenlijk was Hubert de Givenchy degene die de kostuums ontwierp. Critici waren zeer te spreken over de film, maar men was wel van mening dat Humphrey Bogart niet geschikt was voor het personage van Linus. In zijn plaats had William Holden Linus moeten spelen met een jongere acteur voor de rol van David.

## Verhaal
Sabrina is de dochter van de chauffeur van de rijke familie Larrabee. Ze is jong en al tijden verliefd op David, een zoon uit die familie. David is een ijdele playboy, een vrouwengek, maar hij heeft geen oog voor de schuchtere en weinig opvallende Sabrina. Teleurgesteld vertrekt Sabrina naar Parijs voor een opleiding aan een culinaire school en komt terug als een volwassen, aantrekkelijke vrouw. Plotseling krijgt David interesse en Sabrina heeft ook nog altijd een zwak voor hem. Hij staat echter op het punt te trouwen met een rijke vrouw die ook nog eens kan zorgen voor een grote transactie met het bedrijf van haar familie. Linus, de oudere broer ziet de affaire tussen Sabrina en David met lede ogen aan. Om te voorkomen dat de lucratieve deal tussen de familiebedrijven niet doorgaat moet hij de affaire in de knop breken. Hij probeert nu zelf Sabrina te verleiden en haar zo weg te lokken bij zijn broer. Maar liefde laat zich niet dwingen en Linus wordt nu zelf verliefd op het meisje en zij op hem. Om verdere moeilijkheden te voorkomen en voor zijn eigen gemoedsrust dwingt Linus Sabrina naar Parijs te gaan met de boot en nooit meer terug te komen. Maar tijdens een directievergadering krijgt hij spijt en vertrekt naar de haven. Hij weet aan boord te komen en samen met Sabrina reist hij naar Parijs.

## Rolverdeling

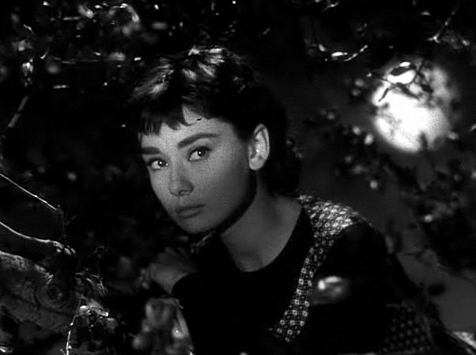
Audrey Hepburn als Sabrina

| Acteur          | Personage                   |
| --------------- | --------------------------- |
| Audrey Hepburn  | Sabrina Fairchild           |
| Humphrey Bogart | Linus Larrabee              |
| William Holden  | David Larrabee              |
| Walter Hampden  | Oliver Larrabee             |
| John Williams   | Thomas Fairchild            |
| Martha Hyer     | Elizabeth Tyson             |
| Ellen Corby     | Miss McCardle               |
| Marcel Dalio    | de rijke Baron St. Fontanel |

## Achtergrond

### Titel
De oorspronkelijke titel van de film (en de titel van het toneelstuk) was Sabrina Fair. Schrijver Samuel A. Taylor ontleende de titel aan het toneelstuk/maskerade Comus uit 1634 van John Milton:
- Sabrina fair,
- Listen where thou art sitting

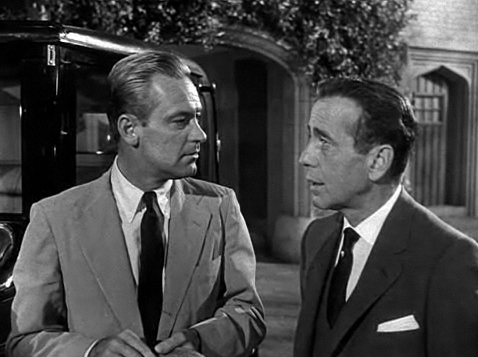
William Holden en Humphrey Bogart

- Under the glassy, cool, translucent wave,
- In twisted braids of lilies knitting
- The loose train of thy amber-dropping hair;
- Listen for dear honour's sake,
- Goddess of the silver lake,
- Listen and save.

### Scenario
Het scenario voor de film was nog niet klaar voordat de opnames begonnen. Hoewel het scenario was gebaseerd op een bestaand toneelstuk, Sabrina Fair, werd het door Wilder intensief herschreven. Zijn co-auteur was Samuel A. Taylor, de schrijver van het toneelstuk. Taylor en Wilder kregen halverwege het herschrijven ruzie. Taylor was het niet eens met de veranderingen die Wilder aanbracht, vooral aan het einde van het stuk. Hij werd vervangen door de ervaren scenarist Ernest Lehman.

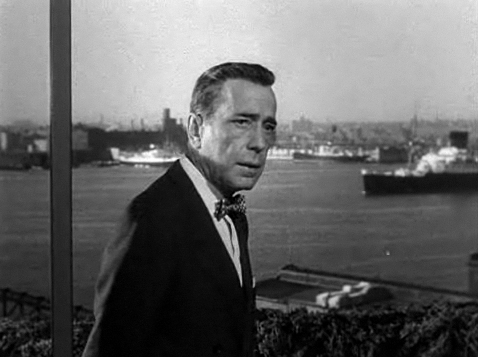
Humphrey Bogart

Het toneelstuk, Sabrina Fair, van Taylor ging op 11 november 1953 in première in het National Theater en haalde 318 voorstellingen. Het stuk wijkt hier en daar nogal af van de film. In het toneelstuk gaat Sabrina ook naar Parijs, maar niet om kooklessen te nemen, ze wordt secretaresse van de assistent-commissaris voor Europese samenwerking. Ze komt terug als een mondaine vrouw die weet wat ze wil en met een Franse minnaar in haar gevolg. Anders dan in de film voelt Sabrina zich gelijk aangetrokken tot Linus, die ze bewondert om zijn intelligentie en wereldwijsheid. Ze was vroeger weliswaar verliefd op David, maar dat was vroeger. Als blijkt dat Sabrina's vader over de jaren een fortuin heeft verdiend met beleggingen, kan ze Linus trouwen als een gelijke in rijkdom en intellect. De Sabrina van het toneelstuk is in feite een ander personage dan in de film. Ze is veel meer de gelijke van Linus. Ook Linus is veel minder de geldbeluste familieman dan in de film. Het is meer een intellectueel en man van de wereld. Het einde van het stuk is ook veel minder 'Hollywoodachtig' dan de film, waar de verliefde stellen eerst uiteen worden gedreven en zich op het eind verzoenen.
Na het vertrek van Taylor werkte Ernest Lehman overuren om het scenario te voltooien. De productie was al begonnen en nog altijd was het scenario niet af. Dit gaf uiteraard problemen met de acteurs. Humphrey Bogart explodeerde van woede toen Lehman geen extra kopie overhad van een net herschreven scène. Het duurde enige uren voordat de acteur gekalmeerd was en de productie hervat kon worden. Wilder en Lehman bleven herschrijven en het kwam zelfs zover dat Wilder aan Hepburn vroeg om te veinzen dat ze ziek was, om hem tijd te geven het scenario te voltooien.

### Acteurs
Oorspronkelijk was Cary Grant uitgekozen voor de rol van Linus. Hij werd echter op het laatste ogenblik vervangen door Humphrey Bogart.

### Opnames
Wilder had een budget voor de film van rond de twee miljoen dollar. Hij filmde onder andere op het landgoed van Barney Balaban, de directeur van Paramount Pictures. De opnames waren een drama. Het scenario was nog niet af en werd voortdurend gewijzigd. Ook waren er problemen met Wilders. Bogart voelde zich niet thuis op de set, hij was boos dat hij tweede keus was voor de rol van Linus en had het idee dat hij niet geschikt was voor het personage. Daarnaast kon hij ook niet goed opschieten met zijn tegenspelers die ook nog eens een verhouding kregen tijdens de opnames. Bogart had een hekel aan William Holden die hij spottend 'Smiling Jim' noemde, die op zijn beurt Bogart niet kon uitstaan. Ook Audrey Hepburn lag hem niet, hij vond dat ze te onervaren was en werd wanhopig van het grote aantal opnames die de actrice nodig had. Hij drong er bij Wilder op aan om Hepburn te vervangen door zijn vrouw Lauren Bacall. Wilder ging hier niet op in. Overigens kreeg Bogart 300.000 dollar voor zijn rol, Holden 150.000 en Hepburn slechts 15.000 dollar.

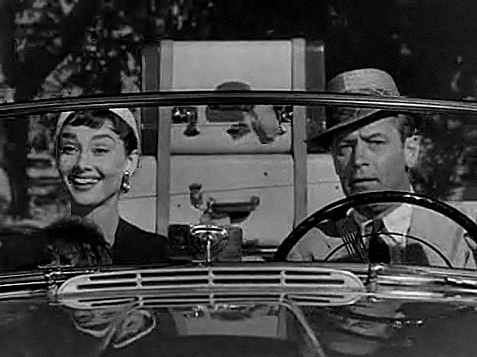
Audrey Hepburn en William Holden

## Muziek
De volgende nummers zijn in de film te horen:
- "La vie en rose" (Louiguy/Édith Piaf) - gezongen door Audrey Hepburn
- "Lover" (Richard Rodgers/ Lorenz Hart) - gezongen door Audrey Hepburn
- "Isn't It Romantic?" (Richard Rodgers/Lorenz Hart) - gezongen door een onbekende zanger
- "Yes! We Have No Bananas" (Irving Cohn/ Frank Silver) - gezongen door Audrey Hepburn
- "My Silent Love" (Dana Suesse/ Edward Heyman) - gezongen door een onbekende zanger
- "I Don't Want to Walk Without You" (Jule Styne) - instrumentaal
- "Shadow Waltz" (Harry Warren) - instrumentaal
- "Boola Boola" (Allan M. Hirsh) - - gezongen door Humphrey Bogart
- "Dream Girl" (Jay Livingston/ Ray Evans) - instrumentaal

## Vervolg
In 1995 werd een nieuwe versie gemaakt onder dezelfde titel met Harrison Ford als Linus, Julia Ormond als Sabrina en Greg Kinnear als David.

## Prijzen
- Beste kostuums (Edith Head)
- Genomineerd: Beste Actrice (Audrey Hepburn)
- Genomineerd: Beste Camerawerk (Charles Lang Jr.)
- Genomineerd: Beste Interieuraankleding (Hal Pereira, Walter H. Tyler, Sam Comer, Ray Moyer)
- Genomineerd: Beste Regisseur (Billy Wilder)
- Genomineerd: Beste Scenario (Billy Wilder, Samuel A. Taylor, Ernest Lehman)